# 3916 Maeva
3916 Maeva este un asteroid din centura principală, descoperit pe 24 august 1981 de Henri Debehogne.